# Olympische Winterspiele 1998/Teilnehmer (Neuseeland)
| Gelbes Symbol für Goldmedaillen mit stilisierten Olympischen Ringen | Graues Symbol für Silbermedaillen mit stilisierten Olympischen Ringen | Braundes Symbol für Bronzemedaillen mit stilisierten Olympischen Ringen |
| ------------------------------------------------------------------- | --------------------------------------------------------------------- | ----------------------------------------------------------------------- |
| —                                                                   | —                                                                     | —                                                                       |

Neuseeland nahm an den Olympischen Winterspielen 1998 im japanischen Nagano mit neun Sportlern teil.
Es war die elfte Teilnahme Neuseelands bei Olympischen Winterspielen.

## Flaggenträger
Der Eisschnellläufer Tony Smith trug die Flagge Neuseelands während der Eröffnungsfeier im Olympiastadion.

## Teilnehmer nach Sportarten

### Ski Alpin
Frauen
- Claudia Riegler
Slalom: DNF

### Bob
- Alan Henderson, Angus Ross
Zweisitzer: Platz 28

### Freestyle-Skiing
Männer
- Richard Ussher

- Buckelpiste: Qualifikationsrunde

Frauen
- Kylie Gill
Buckelpiste: DNF

### Rennrodeln
- Angie Paul
Einsitzer: Platz 19

### Snowboard
- Pamela Bell
Riesenslalom: DNF

### Eisschnelllauf
- Christopher Nicholson
1000 Meter: Platz 35
1500 Meter: Platz 40